# Raymond Stasse
Raymond René Fritz Armand Marie Jules Stasse (Mbandaka, 30 aprile 1913 – Liegi, 9 luglio 1987) è stato uno schermidore belga, vincitore di una medaglia di bronzo ai campionati mondiali di scherma.